# Pat Lee
Pour les articles homonymes, voir Lee.
(en) Statistiques sur pro-football-reference
Patrick Christopher Lee (né le 20 février 1984 à Miami) est un joueur américain de football américain.

## Enfance
Patrick joue à la Christopher Columbus High School de Miami. Le site Scout.com ne tarde pas à le remarquer et le classe à la vingt-neuvième position au classement des Cornerbacks au niveau lycéen. Lors de sa dernière année, il enregistre 70 tacles, trois interceptions et deux fumbles récupérés. Il retourne une interception et parcourt 75 yards pour marquer un touchdown ; il fera de même avec un fumble pour sept yards. Lee joue aussi dans l'escouade spéciale avec un rôle de kick returner.

## Carrière

### Université
Lee joue sa saison comme redshirt en 2003, occupant le banc de touche. En 2004, il fait ses débuts universitaire en jouant douze matchs comme cornerback remplaçant. La saison 2005, il ne fait que neuf tacles et trois passes déviés. En 2006, il commence quatre des douze matchs de la saison et effectue vingt-cinq tacles et effectue sa première interception au niveau universitaire. Il retourne un fumble de vingt yards pour un touchdown lors de cette même saison. Lors de sa dernière année, il est le cornerback titulaire et effectue 55 tacles.

### Professionnelle
Pat Lee est drafté lors du second tour du draft de la NFL de 2008 au 60e choix. Il devient le troisième cornerback dans la hiérarchie de l'équipe derrière Charles Woodson et Al Harris. Il signe un contrat de quatre ans avec Green Bay le 26 juillet. Après avoir joué les matchs de pré-saison avec Tramon Williams et Will Blackmon (jouant à la place de Harris et Woodson), il ne dispute que cinq matchs lors de sa première saison (rookie). Le 5 décembre 2008, il est placé sur la liste des blessés à cause d'une blessure au genou. Il ne dispute aucun match de la saison 2009 du fait de cette blessure et revient lors de la saison 2010 pour jouer onze matchs (dont un comme titulaire) et jouer au poste de kick returner en plus de son poste de cornerback. Lors du Super Bowl XLV, le 6 février 2011, il entre à la mi-temps à la place de Charles Woodson, s'étant blessé. Il dût couvrir[Quoi ?] durant tout le match Antwaan Randle El.
Le 21 mars 2012, il signe avec les Raiders d'Oakland, jouant huit matchs dont sept comme titulaire. Il est libéré le 10 novembre 2012 et signe deux jours plus tard avec les Lions de Detroit où il joue la fin de saison 2012 comme remplaçant.